# 沙纳克
沙纳克（法語：Chanac，法語發音：[ʃanak]）是法国洛泽尔省的一个市镇，位于该省中西部，属于芒德区。

## 地理
沙纳克（44°27'59"N, 3°20'35"E）面积71.14 平方千米，位于法国奧克西塔尼大區洛泽尔省，该省份为法国南部内陆省份，北起上盧瓦爾省和康塔爾省，西接阿韦龙省，南至加尔省，东临阿尔代什省。
与沙纳克接壤的市镇（或旧市镇、城区）包括：格雷兹、埃斯克拉内德、巴尔雅克、巴尔谢日、拉瓦勒迪塔恩、拉卡努尔格、莱萨莱勒、帕耶尔、戈尔日迪塔恩科斯。
沙纳克的时区为UTC+01:00、UTC+02:00（夏令时）。

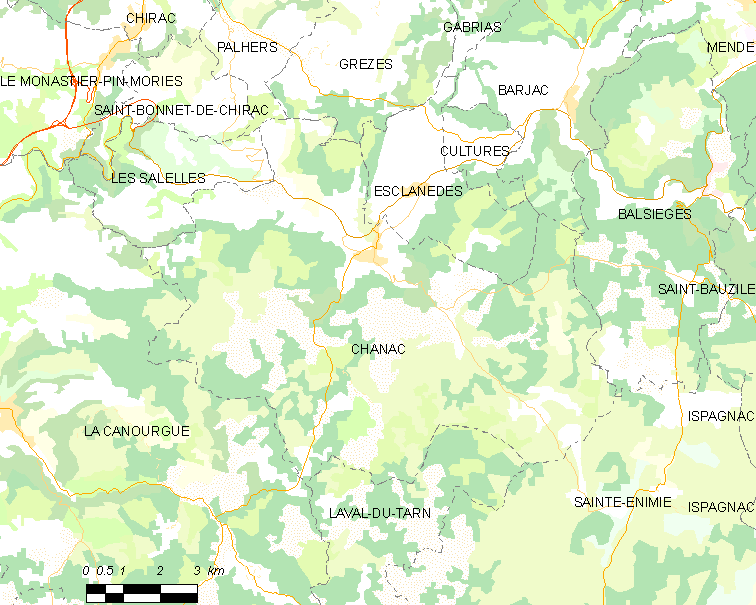
沙纳克的OSM定位图

## 行政
沙纳克的邮政编码为48230，INSEE市镇编码为48039。

## 政治
沙纳克所属的省级选区为拉卡努尔格县。

## 交通
法国国道N88线和洛泽尔省省道D31线、D32线在沙纳克境内交汇。

## 人口

1962-2008年间沙纳克人口变化图示

沙纳克于2022年1月1日时的人口数量为1421人。